# Мэно
Мэно (𐍜, коми мэнӧ, также мено) — тринадцатая буква древнепермского алфавита, использовавшегося для записи языка коми и в качестве тайнописи старорусского языка.

## Использование
Буква 𐍜 обозначала звук [m], что соответствует кириллической букве М м в алфавите Молодцова и современном алфавите. В русских тайнописных текстах также соответствует кириллической м.
Также использовалась для обозначения числа 40 (иногда в сочетании с титлом, аналогично кириллической системе счисления).

## Название
В списках встречается единственный вариант названия — мено. В. И. Лыткин полагает, что первоначальным названием буквы было мэнӧ. Мэнӧ в переводе с языка коми означает ‘меня’.
В некоторых списках буква вовсе отсутствует.

## Начертание
Происхождение буквы, предположительно, связано с русской буквой м и, через неё, с греческой буквой μ.
Буква мэно имеет большое разнообразие вариантов начертания. В древнепермских записях ферапонтовского списка «Сорока бесед на Евангелие» Григория Синаита левая (U-образная) и правая (I-образная) части буквы соединены короткой горизонтальной засечкой, а в записях Гаврилы Кылдася в усть-вымском списке «Постнических слов» Исаака Сирина — более длинным горизонтальным штрихом при тщательном написании (в четырёх случаях) или наклонным узлом без засечки при небрежном (в двух случаях).

## Кодировка
Буква была закодирована в блоке Юникода «Древнепермское письмо» (англ. Old Permic) в версии 7.0, вышедшей 16 июня 2014 года, под кодом U+1035C.